# Bīmenjgān
Bīmenjgān (persiska: قَلعِۀ بِمين گون, بيدِ مَنجِگان, بيمَنجِگَن, بيمنجگان) är en ort i Iran.   Den ligger i provinsen Kohgiluyeh och Buyer Ahmad, i den centrala delen av landet, 600 km söder om huvudstaden Teheran. Bīmenjgān ligger 689 meter över havet och antalet invånare är 454.
Terrängen runt Bīmenjgān är kuperad åt sydväst, men åt nordost är den platt. Bīmenjgān ligger nere i en dal. Runt Bīmenjgān är det ganska glesbefolkat, med 47 invånare per kvadratkilometer. Närmaste större samhälle är Dehdasht, 10,2 km norr om Bīmenjgān. Omgivningarna runt Bīmenjgān är i huvudsak ett öppet busklandskap.